# 蜡笔物理学
《蜡笔物理学》是一款2D益智游戏，2009年1月7日发行。这款游戏是由当时25岁的芬兰人Petri Purho设计的，设计这款游戏只用了5天的时间。配乐则是由Ghost-lullaby制作。游戏中，玩家可以用一根虚拟的蜡笔画出点、线以及各种形状的物体，利用重力、杠杆原理，将一个红色的小球移动至黄色五角星的位置。豪华版中包括70多个关卡，玩家也可以用编辑器自定关卡。2008年本作曾获独立游戏节塞尤玛斯·麦克纳利大奖。